# 团结镇 (五大连池市)
团结镇，是中华人民共和国黑龙江省黑河市五大连池市下辖的一个镇。
2014年11月11日，黑龙江省民政厅批复同意撤销团结乡，设立团结镇。

## 行政区划
团结镇下辖以下地区：
团结社区、团结村、永生村、新生村、东升村、永发村、永安村和永远村。